# Томас Макдона
Томас Макдона (ірл. Tomás Mac DonnchadhaTomás Mac Donnchadha, народ. 1 лютого 1878 — 3 травня 1916) — ірландський поет, драматург, просвітник і революціонер. Макдона працював у школі св. Енди, а також читав лекції в дублінському  Університетському коледжі. Він належав до Гельської ліги та «Ірландських добровольців», був автором кількох поем і п'єс. Один із семи осіб, які підписали Прокламацію про створення Ірландської республіки. Під час Великоднього повстання командував другим батальйоном «Ірландських добровольців», який бився на фабриці «Якобс». Страчений у 38 років за участь у повстанні.

## Дитинство
Макдона народився в Клохджордані (графство Тіпперері), в родині Джозефа Макдона і Мері Паркер. Його батьки були вчителями, однак сам Томас спершу планував обрати духовну кар'єру. Він навчався в католицькому коледжі Рокуелл, готуючись стати місіонером. Однак через кілька років навчання Томас усвідомив, що цей шлях не для нього і покинув коледж. Невдовзі після цього він випустив перший збірник своїх віршів — «Через ворота зі слонової кістки» (1902). У ці роки Томас пішов по стопах своїх батьків — викладав спочатку в Корку, де вступив в Гельську лігу, потім в Кілкенні. Зацікавившись гельською культурою, Макдона відвідав Аранські острови, де познайомився з Патріком Пірсом. Коли 1908 року Пірс відкрив у Дубліні свою школу св. Енди, Макдона теж перебрався до Дубліна, зайнявши посаду заступника директора цієї школи.

## Вчитель і літератор
Макдона викладав у школі Пірса французьку та англійську мови, водночас навчаючись у Дублінському університетському коледжі. 1910 року він здобув ступінь бакалавра мистецтв, а наступного — магістра мистецтв, захистивши дисертацію «Томас Кемпіон і мистецтво поезії». Того ж 1911 року він почав вести лекції в тому самому Дублінському університетському коледжі, в якому навчався. Макдона був одним з засновників профспілки вчителів ASTI.
На теренах літератури Макдона також досяг певного успіху. За першою збіркою його віршів була друга — «Квітень і травень» (1903), а потім і третя «Мої пісні» (1910). Макдона написав кілька п'єс, серед них «Коли прийде світанок» — драма, присвячена ірландському повстанню, «Язичники», «Метемпсихоз або Божевільний світ». У 1911 році він став одним із засновників журналу «Irish review», а в 1913 році Макдона, Джозеф Планкетт і Едвард Мартін взяли участь у створенні нового театру — Ірландського театру на Хардвік-стріт.
У січні 1912 року Макдона одружився з Мюріель Гілфорд, у листопаді в них народився син Дона, а в березні 1915 року — донька Барбара. Грейс Гілфорд, рідна сестра Мюріель, пізніше стала дружиною Джозефа Планкетта — за кілька годин до його страти.

## Республіканець
У 1913 році Макдона і Планкетт взяли участь у створенні «Ірландських добровольців», причому домоглися обрання в керівний комітет. Макдону призначили командувачем 2-го батальйону. Під впливом Пірса, Планкетта та Шона Макдермотта, а також під враженням від мілітаризації Європи напередодні Першої світової війни, Макдона вступає в Ірландське республіканське братство, його політичні погляди еволюціонують у бік радикально республіканських. На прохання Томаса Кларка Макдона став одним з організаторів похорону Єремії О'Донована — події, яка мала величезне пропагандистське значення. Макдона вірив, що свободу Ірландії буде досягнуто завдяки зусиллям «фанатичних мучеників», бажано мирним шляхом, але якщо треба — то й військовим. У квітні 1916 року Мандона увійшов у військову раду ІРБ, це було практично напередодні самого Великоднього повстання, тож він не встиг взяти особливу участь у його плануванні. Однак, вважають, що літературні таланти Макдона стали в пригоді під час написання Прокламації про створення Ірландської республіки.

## Великоднє повстання

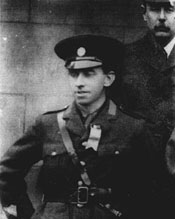
Томас Макдона у військовій формі

За кілька тижнів до Великодня Макдона був введений у військову раду Ірландського республіканського братства. З якою метою це було зроблено залишається незрозуміло. Можливо, зіграла свою роль його тісна дружба з Пірсом і Планкеттом або ж те, що він був одним з командувачів «Ірландських добровольців». Так чи інакше, але саме Макдона увійшов до когорти сімох осіб, які поставили свій підпис під Прокламацією.
Під час повстання батальйон Макдони розташовувався на фабриці «Якобс». Прямуючи на свої позиції, батальйон натрапив на Джона Макбрайда, заслуженого учасника руху феніанців. Він негайно приєднався до повсталих, зайнявши посаду заступника командира (потім, упродовж великоднього тижня, Макбрайд дійсно брав участь в командуванні 2-м батальйоном, хоча до зустрічі з Макдоною Макбрайд навіть поняття не мав про підготовку повстання). Другим заступником Макдони був Майкл О'Ханрахан.
Оскільки британські війська зосередили свої зусилля на тому, щоб зайняти позиції в центрі Дубліна, люди Макдони не брали особливої участі в битві. 30 квітня Макдона отримав наказ здатися, попри те що його батальйон був повністю готовий до бою і подальшого опору. Макдона підкорився наказові. Військовий трибунал засудив його до смертної кари і 3 травня 1916 року тридцяти восьмирічного Томас Макдону розстріляно на подвір'ї в'язниці Кілменхем.
Його вдова Мюріель померла від серцевого нападу 9 липня 1917 року. Його син Дона Макдона став суддею, а також видатним поетом, драматургом, автором пісень, однією з центральних фігур ірландської літератури 1940—1960 років. У нього було четверо дітей — як і його сестри Барбари, яка вийшла заміж за Ліама Редмонда.

## Пам'ять
Макдону часто зображують як найбільш чарівного і компанійського серед лідерів повстання. Сестра Джорджа Планкетта писала про нього, що варто було йому лише зайти в кімнату, як незабаром вже всі вважали його своїм другом. Він завжди був ввічливим, усміхненим і готовим вислухати співрозмовника. Вільям Батлер Єйтс присвятив Макдоні кілька своїх віршів, а інший поет — Френсіс Людвідж — написав поему «Плач за Томасом Макдоною». Через рік Людвідж загинув під Іпром внаслідок попаданням снаряда, борючись — зла іронія долі — за Британську Імперію.
Макдона працював учителем у Кілкенні, тому там на честь нього були названі залізнична станція і висотний будинок. 2013 року в Клохджордані відкрито виставковий центр спадщини Томаса Макдона — крім виставкового залу він містить бібліотеку. На честь Макдон названо Гельську атлетичну асоціацію клубів Тіпперері.

## Твори[7]
Поезія
- Through the Ivory Gate (Dublin: Sealy, Bryers & Walker 1902 [var. 1903]);
- April and May, with Other Verses (Dublin: Sealy Bryers & Walker [1903]);
- Songs of Myself (Dublin: Hodges Figgis 1910);
- Lyrical Poems (Dublin: Irish Review 1913);
- James Stephens, ed., The Poetical Works of Thomas MacDonagh (Dublin: Talbot; London: Unwin 1916);
- Poems, selected by his sister (Dublin: Talbot [1925]).

П'єси
- When the Dawn Is Come (Dublin: Maunsel 1908), Do., rep. with intro. C. Garrison and commentary by J. Norstedt, [Irish Drama Series, IX] (Chicago: De Paul University 1973);
- Metempyschosis; or, A Mad World, in Irish Review (Feb. 1912), pp.585-99;
- Pagans (London: Talbot/Unwin 1920), and Do., [rep.] in William Feeney, ed., Lost Plays of the Irish Renaissance, Vol II: Edward Martyn's Irish Theatre (Dixon, Cal: Proscenium Press 1980), p.53ff.

Проза
- Thomas Campion and the Art of English Poetry (Dublin: Hodges Figgis 1913) [M.A. Thesis];
- Literature in Ireland: Studies in Irish and Anglo-Irish (Dublin: Talbot; London: T. Fisher Unwin 1916; rep. 1920), Do., intro. Gerald Dawe [new edn.] (Nenagh: Relay Books 1996), xxii, 202pp. [contains changes in chapter-division and a profile of the author by Nancy Murphy].